# Вельяминов, Алексей Александрович
 Алексей Александрович Вельяминов 3-й (1785—27 марта 1838, Ставрополь) — русский военачальник, генерал-лейтенант (25 июня 1829), герой Наполеоновских войн, русско-персидской войны 1826-1828 годов и Кавказской войны. Являлся ближайшим сподвижником и продолжателем дела А. П. Ермолова. В войсках под командованием Алексея Александровича Вельяминова сражались, в частности, поэты Михаил Юрьевич Лермонтов и Александр Иванович Полежаев.

## Происхождение
Из старинного московского боярского, затем дворянского рода Вельяминовых. Потомок тысяцкого Василия Васильевича Вельяминова, служившего великому князю Дмитрию Донскому. Род Вельяминовых был родственен роду Воронцовых, представитель которого, Михаил Семёнович, позднее также занимал высокий пост на Кавказе. Алексей Александрович Вельяминов хоть и происходил из старинного рода, но, по свидетельству Г. И. Филипсона, «не имел никаких аристократических притязаний». Однажды за обедом один из подхалимов, рассчитывая доставить Алексею Александровичу удовольствие, сказал, что род генерала древний, и что в истории России Вельяминовы упоминаются ещё при великом князе Дмитрии Донском. Но командующий осадил льстеца: «Ну, это ты, дражайший, далеко хватил. При Иване Грозном действительно упоминается о Вельяминове, но видно был мошенник, за то и повешен».
Александр Вельяминов, отец Алексея, служил надворным советником в XVIII веке. У Алексея Александровича было две сестры и старший брат, Иван Александрович Вельяминов, генерал-губернатор Западной Сибири, герой взятия Данцига в 1813 году и в некотором роде сооснователь Астаны, который в 1818—1827 годах служил начальником 20-й дивизии и управляющим гражданской частью в Грузии.
Семья Вельяминова обладала довольно хорошим состоянием, так как за одним Алексеем Александровичем было записано 250 душ крестьян в Казанской и Курской губерниях.
Год рождения Алексея Александровича Вельяминова доподлинно неизвестен, во всяком случае на данный момент есть три версии. По данным «Военной энциклопедии» Ивана Дмитриевича Сытина, Алексей Александрович родился в 1785 году. По мнению одного из дореволюционных биографов военачальника казачьего есаула Андрея Михайловича Труфанова, Вельяминов появился на свет в 1789 году. В формулярном списке Алексея Александровича Вельяминова за 1834 год ему значилось 46 лет, следовательно, год его рождения — 1788-й.
Практически ничего неизвестно о том, где воспитывался будущий военачальник. Однако, многие современники вспоминают, что он обладал обширными знаниями, особенно в математике. В графе послужного списка о познаниях было отмечено лишь то, что «грамоте по-российски и французски читать и писать умеет и артиллерийскую науку знает».

## Военная служба
В 1804 году был произведён в офицеры лейб-гвардии 1-й артиллерийской бригады. Участвовал в войне Третьей коалиции, русско-турецкой войне 1806-1812 годов, Отечественной войне 1812 года и Заграничных походах 1813-1814 годов. В 1805 году проявил героизм и смекалку артиллериста в Аустерлицком сражении. В Отечественной войне 1812 года, уже в чине капитана, стал адъютантом главнокомандующего 1-й Западной армией М. Б. Барклая-де-Толли. Молодой офицер начинает Отечественную войну 1812 года при штабе командующего армией Михаила Богдановича Барклая-де-Толли, но потом возвращается к орудиям. В Бородинском сражении командовал гвардейской артиллерийской ротой, почти полностью погибшей при отражении атак неприятеля на лейб-гвардии Измайловский полк. Сам капитан Вельяминов получил ранение, но поле боя не оставил. За отличие в Отечественной войне 1812 года он был награждён орденом Святого Георгия 4-й степени. Когда французские войска покидают Россию, Вельяминов проходит путь от штабс-капитана до полковника в добивающих Наполеона I Заграничных походах 1813—1814 годов. И в рядах победителей он входит в Париж. Вельяминов обратил на себя внимание генерала Ермолова, также артиллериста, поэтому, когда Алексей Петрович Ермолов в 1816 году был назначен главным начальником Кавказского края, он сделал Вельяминова своим начальником штаба. Правильнее сказать, Ермолов на этой должности не видит никого другого, кроме полковника Вельяминова (а должность-то генеральская!). 1 января 1818 года, на двадцать восьмом году от рождения, Вельяминов был произведён в генерал-майоры. С Ермоловым они находились в самых дружеских отношениях, и эта дружба была настолько крепка, что, невзирая на различия в должностях, званиях и разницу в возрасте, они зовут друг друга просто по имени — Алёша.
На этом посту Вельяминов оставался все 13 лет пребывания Ермолова на Кавказе. Последний широко пользовался административными и военными дарованиями Вельяминова, его энергией, огромною трудоспособностью и, наряду с работою по штабу, постоянно поручал ему командование отрядами в самостоятельных экспедициях против горцев. Так, в 1818 году Вельяминов, уже произведённый в генерал-майоры, был послан с 3 батальонами пехоты, 8 орудиями и 2 сотнями казаков за реку Сунжу, для наказания чеченцев за набеги на вновь строившуюся тогда крепость Грозную.
Знаменитый военный историк Василий Александрович Потто писал о Вельяминове:

Вельяминову обыкновенно и приписывают замечательную мысль о необходимости просек в Чечне с целью отнять у её разбойничьего населения возможность делать набеги и безнаказанно скрываться в своих аулах за неприступными лесами от заслуженной кары. Ермолов оценил вполне значение этой мысли в общем плане умиротворения Кавказа, и рубка лесов заняла виднейшее место в ермоловской системе.— Потто В.А. Кавказская война в отдельных очерках, эпизодах, легендах и биографиях. — СПб.: 1897.

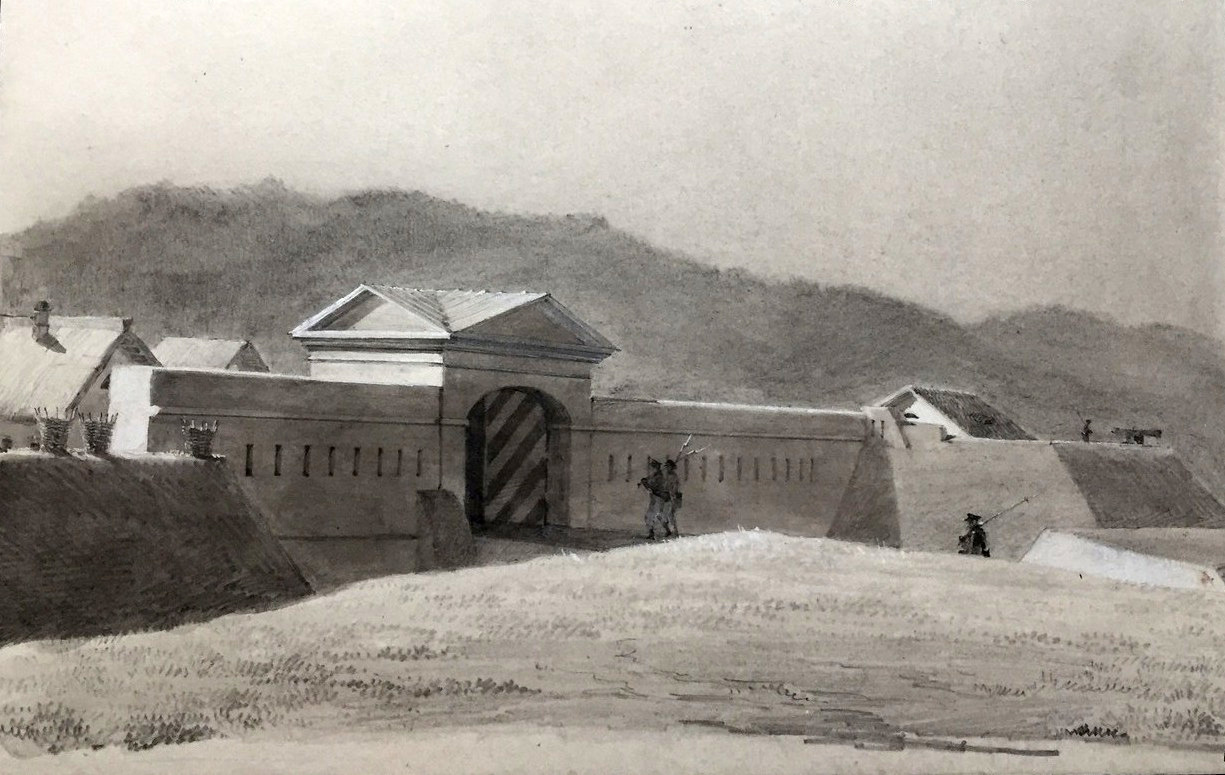
Вид на ворота русской крепости Герзель-аул

В 1820 году Ермолов поручил Вельяминову усмирение Имеретии, и тот решительными и скорыми мерами пресёк возмущение в самом начале. Из Имеретии он перешёл в Гурию, где взял приступом укреплённую крепость. В следующем году Ермолов признал необходимым для лучшего наблюдения за владениями верного России правителя кумыков, шамхала Тарковского, построить около города Тарки российскую крепость. Это дело он поручил Вельяминову, отряд которого состоял на этот раз из 4-х батальонов пехоты, пионерной (инженерной) роты и 12 орудий. Во время нахождения отряда близ города Тарки Вельяминов получил известие, что бывший аварский хан Султан-Ахмет, собрав значительные силы горцев, напал на владения шамхала Тарковского и осадил городок Казанищи. Генерал Вельяминов, оставив небольшую часть отряда в крепости для продолжения строительства, с остальными войсками выступил навстречу аварскому хану (15 августа 1821 года). При появлении Вельяминова с отрядом, горцы бежали, Казанищи были освобождены, а жители Мехшулинской области изъявили покорность России. Исключением стал многолюдный и сильно укреплённый аул Аймеки, где укрылся Султан-Ахмет. Преследуя его, Вельяминов с отрядом перешел через горы по едва проходимым тропам и 29 августа, после артиллерийской подготовки, взял аул Аймеки штурмом.
В 1823 году генерал Ермолов вверил Вельяминову командование войсками Кавказской линии (то есть, все российские войска на Северном Кавказе, тогда как сам Ермолов находился в Закавказье, имея своей резиденцией город Тифлис). Вельяминов значительно усилил Кавказскую линию, быстро и искусно организовал оборону от набегов горцев по реке Кубань. Узнав о намерении закубанских ногайцев напасть на село Круглолесское, Вельяминов решил атаковать их первым, и, после трудной переправы в половодье через Кубань, в июне разорил ряд ногайских селений, где формировались отряды для нападения на казачьи станицы. В конце сентября того же года Вельяминов ещё раз предупредил набег ногайцев, проведя вторую успешную экспедицию за Кубань. Болезнь в конце того же 1823 года помешала Вельяминову принять личное участие в экспедициях за Кубань в 1824 году, но он деятельно занимался организацией кордонной линии, и принятые им решительные меры удержали закубанцев от новых набегов.
В течение 1825 года Вельяминов неоднократно ходил за Кубань, разорив аулы абадзехов. В июле того же года в Герзель-ауле, во время переговоров, горцем по имени Учар-Хаджи были предательски убиты начальник 22-й пехотной дивизии генерал-лейтенант Д. Т. Лисаневич и генерал-майор Н. В. Греков. После этого Ермолов приказал Вельяминову занять место Лисаневича во главе дивизии. Но, прежде чем сдать свой отряд генералу Базилевичу, Вельяминов совершил ещё одну удачную экспедицию против абадзехов за реку Шагваши, и лишь 1 сентября, прибыв в Усть-Лабинскую крепость, вступил в управление. Здесь его ожидало возмущение Кабарды, но удачное расположение войск Вельяминовым не дало ему распространиться.

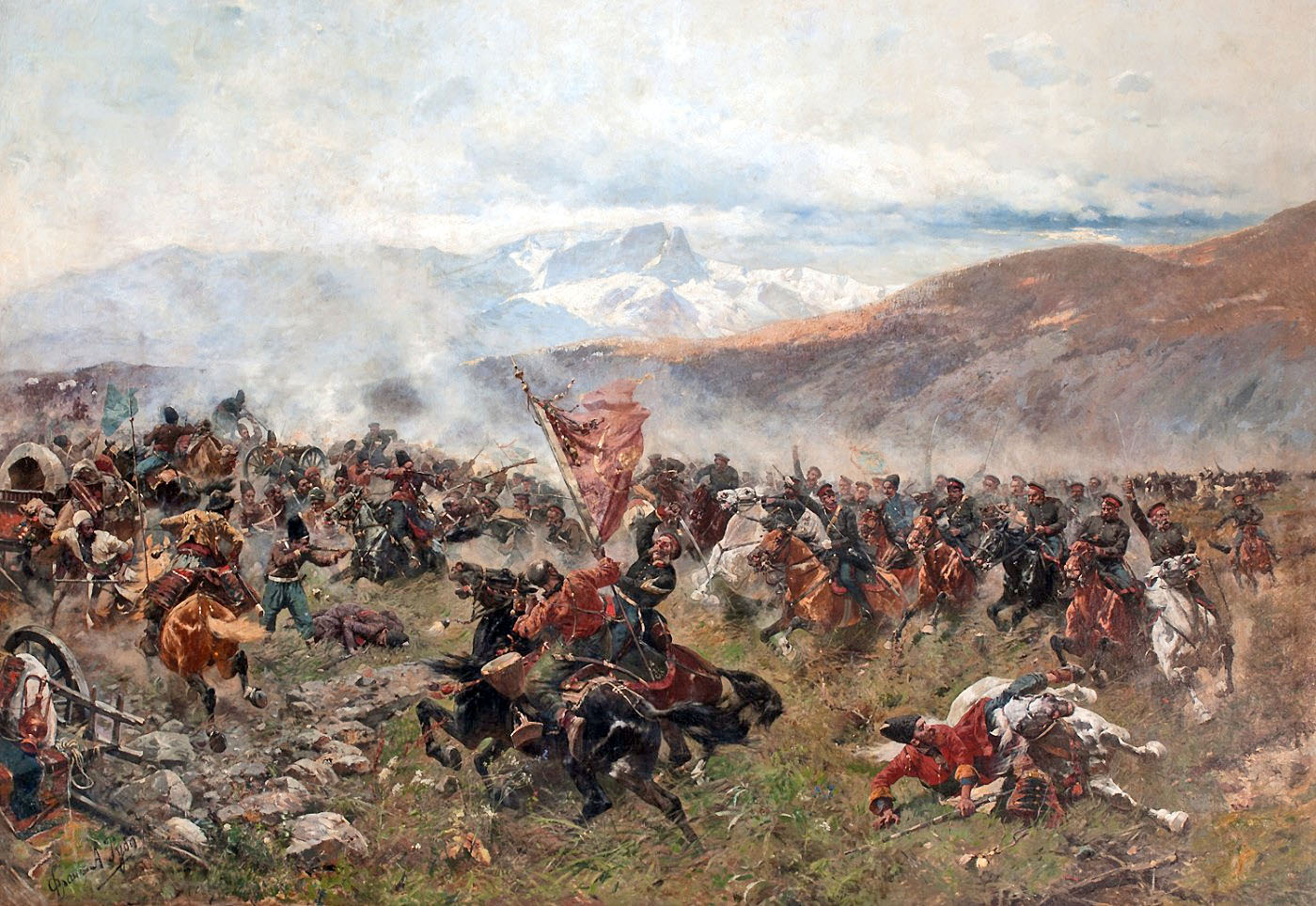
Франц Алексеевич Рубо, Сражение под Елисаветполем.

Тандем Ермолов-Вельяминов действует вплоть до петербургского восстания декабристов, после которого новый император Николай I с большим недоверием относится к назначенцам своего предшественника. В том числе и к Ермолову, подозреваемому в связи с декабристами, хотя доказать это не удаётся. И когда летом 1826 года Ермолов докладывает, что персидские войска вторглись в Закавказье и идут к Тифлису, царь отправляет в «горячую точку» своего фаворита, генерала от инфантерии И. Ф. Паскевича, передав ему командование Отдельным Кавказским корпусом. При этом формально Паскевич подчиняется Ермолову, что привело к неизбежной личной вражде. И перед решающим сражением с персами под Елисаветполем (нынешняя Гянджа) Паскевич не доверяет советам ермоловских сподвижников во главе с Вельяминовым. Орудия персов уже вовсю обстреливают русских, а Паскевич всё ещё в раздумье. Вельяминову, докладывающему, что пора переходить в атаку, он сурово заявляет: «Место русского генерала под ядрами». Не говоря ни слова, Алексей Александрович выезжает на пригорок перед позициями, расстилает бурку и ложится на неё, не обращая внимания на то, что под его сопровождением уже гибнут лошади. А на вопрос, что он делает, отвечает «со своею неподражаемою флегмою»: «Я исполняю приказание находиться под ядрами». Наступление все-таки начинается, противник разгромлен, и вскоре Вельяминов пишет товарищу: «13- го числа разбили мы у Елисаветполя самого Аббас-Мирзу, который бежал за Аракс не оглядываясь. Теперь все ханства очищены. Без сомнения, все будет приписано теперь Паскевичу, но ты можешь уверен быть, что если дела восстановлены, то, конечно, не от того, что он сюда прислан, а несмотря на приезд его»
«За благоразумные распоряжения во время прекращения бунта в Имеретии и Гурии» Вельяминову были пожалованы алмазные знаки к ордену Святой Анны 1-й степени, а «за поражение Абадзехов и укрощение мятежа в Кабарде» — орден Святого Владимира 2-й степени. 7 января 1824 года, за отличие в делах против горцев, он был награждён золотой шпагой с надписью "За храбрость", украшенной алмазами. В 1826 году Вельяминов принял деятельное участие в русско-персидской войне 1826-1828 годов. За отличие в сражении под Елисаветполем он был награждён орденом Святого Георгия 3-й степени. 25 июня 1829 года Вельяминов был произведён в генерал-лейтенанты.
В 1829 году генерал Вельяминов вслед за Ермоловым покинул Кавказ и возглавил 16-й пехотную дивизию, находившуюся на Балканах.
Из воспоминаний декабриста В. С. Толстого:

Вельяминова перевели начальником дивизии корпуса генерала Рота, ненавистного в нашей армии. В Турецкую войну при переправе чрез Дунай Рот во всеуслышание разругал и наговорил дерзости Вельяминову, что тот впоследствии говаривал: «Этот немец-наемщик глумится над русскими Дивизионными начальниками с целью унизить русских и поэтому обходится с нами как никакой порядочный благовоспитанный человек не обходится со своей прислугой». В тот же вечер при вступлении в лагерь Вельяминов подал рапорт, что болен, и наутро лег в лазаретную фуру. Целый переход Рот ехал около этой фуры, уговаривая Вельяминова, и упрашивал его взять назад свой рапорт, но не добился другого ответа, кроме постоянно повторяемого «Я болен!»— Толстой В. С. Характеристики русских генералов на Кавказе / Публ. [вступ. ст. и примеч.] В. М. Безотосного // Российский Архив: История Отечества в свидетельствах и документах XVIII—XX вв.: Альманах.. — Москва: Студия ТРИТЭ: Рос. Архив, 1996.
В ходе русско-турецкой войны 1828-1829 годов Вельяминов во главе дивизии участвовал в осаде Шумлы, и в переходе через Балканы, но уже в следующем году вернулся на Кавказ в должности начальника 14-й пехотной дивизии.
Из воспоминаний декабриста В. С. Толстого:

Паскевич прибыл в Пятигорск на воды, куда и вызвал Вельяминова, который, прибыв утром, взошел в залу, где толпились начальствующие лица, ожидавшие выхода фельдмаршала (Паскевича). Вошедший Вельяминов назвался дежурному адъютанту, поспешно ушедшему доложить фельдмаршалу, который, против своего обыкновения заставлять себя ждать, в мундире торопно вышел с распростёртыми руками, говоря «Прошедшее забыто», на что Вельяминов, отступя, отвечал: «Если забыто, то нечего вспоминать»!"— Толстой В. С. Характеристики русских генералов на Кавказе / Публ. [вступ. ст. и примеч.] В. М. Безотосного // Российский Архив: История Отечества в свидетельствах и документах XVIII—XX вв.: Альманах.. — Москва: Студия ТРИТЭ: Рос. Архив, 1996.

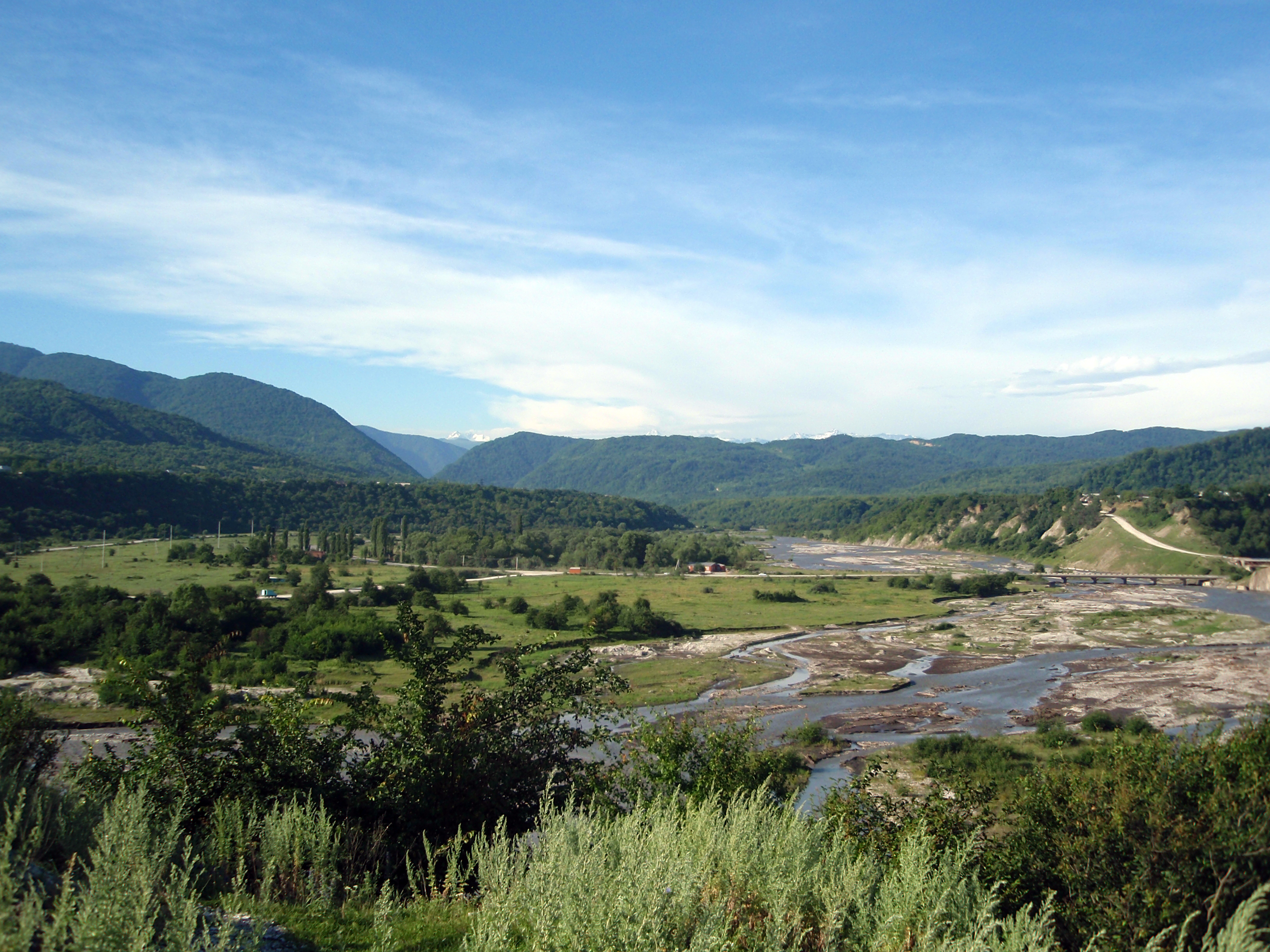
Современный вид на реку Аргун (совр. Шалинский район) в относительной близости от аула Чири-Юрт, в своё время взятого войсками Вельминова.

В 1831 году Вельяминов был назначен командующим войсками Кавказской линии и Черномории. На этом посту он пробыл 7 лет, вплоть до своей смерти 27 марта 1838 года. Этот второй период службы Вельяминова на Кавказе совпал с ожесточением военных действий, вызванным распространением мюридизма и сплочением горцев вокруг Гази-Магомета. Направленный против Гази-Магомета в Дагестан, Вельяминов нанёс ему в октябре 1831 года сильное поражение при ауле Чири-Юрт, но не остановил развития мюридизма, в борьбе с которым прошли следующие 7 лет.
Основная идея Вельяминова, как военного администратора, выраженная в его докладах императору Николаю I, состояла в том, чтобы двигаться вперёд понемногу, но бесповоротно, заселяя завоеванные пространства казаками и переселенцами из внутренних губерний. Для успешного покорения Кавказа генерал Вельяминов предлагал следующие меры: строить укрепления на землях горцев; отнять у них пастбища, расположенные в низинах, чтобы лишить их овец, и, особенно, лошадей, необходимых для набегов; строить на отнятых у горцев землях казачьи станицы; жечь аулы непокорных горцев и их поля; аулы горцев, подчинившихся России, полностью разоружить.
Вместе с тем, чтобы прекратить подвоз жизненных припасов со стороны Чёрного моря и вообще прервать всякие сношения горцев с Турцией, Вельяминов проектировал устройство Черноморской береговой линии, то есть постройку укреплений при устьях всех рек, впадающих в Чёрное море между Кубанью и Рионом, и охранение берега войсками и крейсирующими на том же пространстве военными кораблями. Для выполнения этих мер, по расчёту Вельяминова, требовалось 6 тыс. человек пехоты, 1 тыс. казаков, 24 орудия, 2 роты пионеров (инженеров) и 14 миллионов рублей ассигнациями.
Из всего проекта Вельяминова первоначально было осуществлено лишь устройство Черноморской береговой линии. Вельяминов возвёл в 1831 году Геленджикское укрепление. Затем уже возникла целая береговая линия укреплений: на мысе Адлер — Святого Духа, при устье реки Пшата — Новотроицкое, при реке Вулане — Михайловское, на реке Туапсе — Вельяминовское (сегодня — город Туапсе), в устье реки Сочи — Тенгинское, около реки Шахе — Головинское, при реке Псезуапсе — форт Лазарев.
Рациональность прочих предложений генерала Вельяминова была понята только спустя много лет, после чего они, с некоторыми изменениями, были применены на практике при окончательном покорении русскими Северного Кавказа князем Александром Ивановичем Барятинским и графом Николаем Ивановичем Евдокимовым, что дало блестящие результаты.
Как вспоминал Ф. Ф. Торнау:

«Не увлекаясь теориями, которые наши государственные люди того времени вырабатывали относительно покорения Кавказа, Вельяминов совершенно отвергал оборонительную систему; усиленные наступательные операции и набеги, без цели и без способа удержать за собой пройденное пространство, признавал злою необходимостью для усмирения горцев на короткое время, а для полного покорения Кавказа считал полезным, медленно продвигаясь вперед, утверждаться не одною силою оружия, но основательными административными мерами. Во избежание истощительной для государства траты людей и денег, он советовал более предоставить действие времени, сохраняя притом для русского войска хорошую практическую военную школу. Беспристрастный историк позже раскроет, насколько Вельяминов был прав в своих предположениях (…) По его мнению, для основательного усмирения горцев следовало остерегаться более всего опрометчивости, подвигаться в горах шаг за шагом, не оставляя за собою непокоренного пространства, и заботиться о достижении положительных результатов на будущее время, а не мгновенных блестящих успехов, которые уже не раз влекли за собою целый ряд неожиданных неудач»— Торнау, Ф.Ф. Воспоминания кавказского офицера. — Москва: T8RUGRAM, 2017. — ISBN 978-5-521-05226-4.
Много сил и времени Алексей Александрович Вельяминов отдавал делу организации Кавказского линейного войска, которое им было увеличено за счёт обращения многих казённых селений в казачьи станицы.

## Награды
- Орден Святого Георгия 4-й степени (11 июля 1813 года, за отличие в сражении с французской армией у города Красный)
- Орден Святой Анны 1-й степени (11 ноября 1819 года)
- Алмазные знаки к ордену Святой Анны 1-й степени (23 января 1821 года)
- Золотая шпага с надписью «За храбрость», украшенная бриллиантами (7 января 1824 года)
- Орден Святого Владимира 2-й степени (8 февраля 1826 года)
- Орден Святого Георгия 3-й степени (27 января 1827 года, за отличие в сражении с персидской армией у города Гянджа)
- Золотая шпага с надписью "За храбрость", украшенная бриллиантами (6 декабря 1829 года)
- Орден Белого орла (21 июля 1832 года)
- Орден Святого Александра Невского (16 ноября 1832 года, за взятие штурмом аула Гимры)
- Алмазные знаки к ордену Святого Александра Невского (7 апреля 1835 года)
- Орден Святого Владимира 1-й степени (19 января 1838 года)

## Вельяминов и город Ставрополь
Вельяминов, несмотря на его участие в военных операциях против горцев, будучи командующим войсками Кавказской Линии и Черномории и начальником Кавказской области, также решает вопросы улучшения условий работы местных органов власти в областном Ставрополе. Областной архитектор Иван Иванович Гайворонский подготовил генеральный план дальнейшего роста города, по которому предлагалось устроить 18 продольных и 14 поперечных улиц, планировалось возвести Присутственные места с городской Думой, магистратом, Сиротским судом, дворянским собранием, Домом полиции и гауптвахтой, Дома для приезжающего генералитета с почтовой конторой и станцией, а также новые дома для командующего Кавказской линией и Черноморией и Генеральным штабом. В центре площади планировалось построить новый Кафедральный собор, от чего уже тогда площадь стала именоваться Соборной (сегодня это площадь Ленина). Одновременно с административными зданиями и собором на западной стороне площади было отведено место для Кавказской духовной семинарии, Кавказской мужской гимназии, а уже дальше, в Воробьевском предместье, новые городские кварталы. В период правления Вельяминова местом отдыха горожан был небольшой бульвар у южных стен крепости, где возникла Большая Черкасская улица (ныне — проспект К. Маркса в г. Ставрополь), и Бабина роща (ныне — Центральный парк в г. Ставрополь), после приезда императора Николая I ставшая Гимназическим садом. Но роща была мало ухоженной, а потому Вельяминов решил устроить новую в огромном саду, что примыкал к Дому командующего (район нынешнего стадиона «Динамо»). Первые аллеи здесь были устроены ещё при Г. А. Эммануеле. Вельяминов приказал разбить новые, устроить цветники, была возведена оригинальная двухэтажная беседка, где выступал военный духовой оркестр. В восточной стороне сада, который с того времени стал именоваться Вельяминовским, был вырыт пруд, где плавали лебеди, а в самом пруду плескалась рыба. Вокруг пруда были устроены изящные лавочки. Большой любитель старины, Вельяминов устроил в саду выставку древностей, где демонстрировались «каменные бабы», найденные в разных местах Северного Кавказа, такие же древние кресты и намогильные плиты с надписями на греческом языке. Были здесь и обломки мраморных колонн, найденных на побережье Азовского моря.
Именно Вельяминову город Ставрополь обязан своим сохранением и развитием. Когда император Николай I в октябре 1837 г. посетил город, раскисший от долгой непогоды и многочисленной слякоти, Ставрополь был настолько непригляден, что Николай I распорядился его упразднить и перенести штаб Линии либо в Пятигорск, либо на Кубань. Если бы Вельяминов, человек опытный, твёрдый и властный не объяснил государю, что более удобного в стратегическом отношении места для штаб-квартиры на Северном Кавказе не сыскать, приказ наверняка бы исполнили.
Приезд Николая I в Ставрополь стал событием из ряда вон выходящим — это был единственный случай посещения Града Креста коронованным императором. Ставрополь образца 1837 года представлял собой довольно жалкое зрелище: областной центр больше походил на деревню. Улицы были немощеными, каменные дома можно было пересчитать по пальцам. Генерал-лейтенант А. А. Вельяминов тщательно готовился к приезду государя. По его распоряжению были засыпаны все ямы, которыми была изрыта верхняя часть города, сделана для проезда государя деревянная мостовая и поставлены по краям фонари с сальными свечами. Государь приехал в Ставрополь больной, недовольный. Город произвёл на него очень неприятное впечатление своим убогим видом, и государь сказал Вельяминову, что он хочет перенести город в другое место. Начальник области разложил перед Николаем утвержденный им несколько лет назад план застройки города, но план не вызвал у царя удовлетворения. Ему не нравилось то, что в Ставрополе нет большой реки или каких-либо естественных богатств, могущих вызвать в местном населении промышленную предприимчивость. А. А. Вельяминов принялся убеждать государя в важности этого центрального пункта для Северного Кавказа в том, что в Ставрополе в крепости сохранились помещения, способные вместить обширные запасы для армии хлеба и амуниции, что этот город отличается здоровым климатом, поэтому в нём следует построить госпиталь для больных и раненых солдат и воинских чинов Северного Кавказа. Но Государь стоял на своем. Местная легенда гласит, что Ставрополю помогла вода. Обсуждая с командующим Кавказской линией Алексеем Вельяминовым будущее Ставрополя, Николай I недовольно указывал, что рядом нет ни моря, ни большой реки, и даже предложил перенести столицу губернии в Пятигорск или на Кубань. Но вовремя вмешался Вельяминов. Однажды, увидев, что царю плохо, приказал подать воды из местного Карабинского источника. Вода так понравилась Государю, что он спросил, откуда такая вкусная вода. А. А. Вельяминов объяснил, что вода из местного городского источника Карабина, очень богатого водоема, который в сутки дает более 12 000 ведер воды. Это дало Вельяминову сильный довод в пользу Ставрополя. Царю вода то ли помогла, то ли просто понравилась, но он убедился, что и без моря Ставрополь не пропадет. Гроза пронеслась мимо, и город уцелел, чем обязан А. А. Вельяминову. Об этом случае поведал историк, основатель Ставропольского краеведческого музея Григорий Николаевич Прозрителев, и современные ученые его не опровергают. На следующий день визита Николая I в Ставрополе была открыта мужская гимназия. За вклад в развитие нового края России А. А. Вельяминову был пожалован императором орден Святого Александра Невского с алмазами.
Как пишет Николай Васильевич Маркелов , Вельяминову императорский круиз по Кавказу обошелся дорогой ценой. Часть пути от Владикавказа, больше ста верст, Николай I проделал верхом, и Вельяминов, занемогший ещё во время летней экспедиции, вынужден был последовать его примеру. «Хотя Николай Павлович и предлагал генералу ехать в коляске, — вспоминает современник, — но Алексей Александрович, считая это неприличным, трясся верхом за государем то рысью, то вскачь целую станцию. Император простудился и получил зубную боль. Вельяминов, с больными ногами, никогда не ездивший верхом иначе, как шагом, и вообще некрепкого здоровья, расстроил его совершенно… двое-трое суток крепился, по отъезде государя из Ставрополя заболел, промаялся до весны, а в апреле скончался». Здесь есть некоторая неточность — скончался Алексей Александрович 27 марта 1838 года, изначально он был похоронен на госпитальном кладбище в Ставрополе. Через 12 дней от военного министра было дано знать гражданскому губернатору генерал-майору М. М. Таубе, что «Государь Император Высочайше повелеть соизволил: тело покойного генерал-лейтенанта Вельяминова, согласно последней его воле, перевезти для погребения в Тульскую губернию, Алексинский уезд — в село Медведку, принадлежавшее сему генералу». Вместе с прахом Алексея Александровича из Ставрополя были увезены бумаги военачальника, весьма значимые для истории Кавказской войны. Часть их могла осесть в Государственном архиве Тульской области, но скорее всего они потеряны для исследователей.
Как пишет Ф.Ф, Торнау, «Вельяминов жил и умер со стоической твердостью, в полной памяти, ни на мгновение не изменив своему характеру (…) Руководимый своими познаниями в медицине, он следил за болезнью так верно, что предсказал время печального исхода, обманувшись только одним днем, и впоследствии поправив даже эту ошибку».
Это село Медведки Ленинского района Тульской области существует по сей день, вот только усадьба генерала разрушена до основания, сохранилась лишь недействующая Троицкая церковь — кирпичная двухпрестольная церковь с Сергиевским приделом, построенная в 1794 г. на средства местной землевладелицы Е. А. Вельяминовой, матушки генерала, вместо прежней деревянной церкви Сергия Радонежского. В трапезной части построены два придельных алтаря: во имя преп. Сергия Радонежского с правой стороны и св. Димитрия Ростовского — с левой. Но последний придел был упразднён в 1876 г. В своём первоначальном виде храм существует и до настоящего времени, за исключением только того, что трапезная церковь в 1888 г. несколько распространена и весь храм украшен стенною живописью на средства помещика И. А. Баташёва. В ста метрах южнее церкви остался фундамент усадьбы Медведки. Вокруг церкви много старых неухоженных надгробий, и, как пишет А. Б. Чижков в своей книге-каталоге «Тульские усадьбы», возможно, одно из них — А. А. Вельяминова.

## Личность
Генерал-лейтенант Вельяминов был холост и бездетен.
Алексей Александрович, по воспоминаниям современников, был сложной и противоречивой личностью. Наряду с жестокостью в военных и гражданских делах, он проявлял и демократизм, что особенно просматривалось в его отношениях с сосланными на Кавказ декабристами. Несмотря на жесткие предписания в строгости к сосланным декабристам, Вельяминов делал все от него зависящее, чтобы создать им здесь нормальные условия пребывания. Как пишет Г. Филипсон, «Он обращался с ними (декабристами) учтиво, ласково и не делал никакого различия между ними и офицерами. Многие бывали у него в солдатских шинелях, но в Ставрополе и в деревнях они носили гражданскую или Черкесскую одежду, и никто не находил этого неправильным».
Как и Ермолов, он пользовался непререкаемым авторитетом среди подчинённых офицеров. В то же время, характер Вельяминова описывается современниками, как эксцентричный. Вельяминов был известен, как циник и нигилист, увлекался математикой, даже по праздникам демонстративно не ходил в церковь. Он много читал, интересовался точными науками, но в то же время был приверженцем гомеопатии; скончался в результате болезни, после лечения гомеопатическими средствами, отказавшись от услуг обычного врача. К подчинённым солдатам и непокорным горцам Вельяминов проявлял крайнюю жестокость. Был человеком холодным, рациональным, лишённым всяких эмоций. Все встреченные на пути его войск диковины отсылал в Санкт-Петербург в Академию наук.
Ближайшим военным помощником Вельяминова был генерал Марцелин Матвеевич Ольшевский (этого генерала не следует путать с мемуаристом Мелентием Яковлевичем Ольшевским, также генералом, служившим на Кавказе). Ольшевский был известен своими материальными злоупотреблениями, однако Вельяминов ценил в нём дельного военного администратора и опытного боевого офицера.
Все очевидцы и современники Вельяминова подчеркивали странности в его характере. Например: он имел привычку говорить почти всем «дражайший». На людях он появлялся только тогда, когда отправлялся в экспедицию против горцев. Все остальное время просиживал в одной из комнат занимаемого им дома. В походе он ходил подобно Наполеону I: сверх мундира в сером коротком сюртуке. У него был открытый стол, к которому приглашались все небогатые офицеры и штабные. Сам же он никогда не выходил к столу. За общим столом ни с кем кушал, ел особое блюдо у себя в кабинете. Блюдо это действительно было «особое» — уж, так называемый желтобрюх, под жёлтым соусом, откормленный прежде молоком.

## Отзывы современников
Генерал Григорий Иванович Филипсон, офицером служивший под началом Вельяминова, писал о нём:

Я думаю, не было и нет другого, кто бы так хорошо знал Кавказ, как А. А. Вельяминов; я говорю Кавказ, чтобы одним словом выразить и местность, и племена, и главные лица с их отношениями и, наконец, род войны, которая возможна в этом крае. Громадная память помогала Вельяминову удерживать множество имен и фактов, а методический ум давал возможность одинаково осветить всю эту крайне разнообразную картину. Из этого никак не следует, чтобы я считал его непогрешимым и признавал все его действия гениальными. Впоследствии мне придется говорить об его ошибках; теперь же могу сказать только, что как в военном деле, так и в мирной администрации это был самобытный и замечательный деятель.
При таком обширном круге действий А. А. Вельяминов был очень ленив. Стоило немало усилий упросить его выслушать какой-нибудь доклад или подписать бумаги. Приговоры по судебным делам оставались по году и более неподписанными, и подсудимые во множестве сидели в остроге, который отличался всеми возможными неудобствами. Мой доклад ему по вторникам был всегда довольно короток; но один раз, пришедши в кабинет с докладным портфелем, я несколько минут ждал, пока он встанет с кушетки, где обыкновенно лежал на спине, заложив руки за шею. Когда он вышел, то покосился на меня неласково и сказал: «ныне не твой день, дражайший». Не успел я сказать, что сегодня вторник, А. А. вышел в другую комнату, и я услышал, что он работает на токарном станке. Я подождал минут пять в адъютантской и вошел опять в кабинет, когда Вельяминов был уже там. Он молча ходил взад и вперед, по временам косясь на мой портфель; наконец, не выдержал и спросил с неудовольствием: «Да что это у тебя, дражайший, сегодня так много к докладу?». Тогда только я спохватился. —"Это, ваше превосходительство, проект покорения Кавказа Флигель-адъютанта полковника Хан-Гирея, присланный военным министром на ваше заключение". — «А, пустоболтанье! Положи, дражайший, на стол, я рассмотрю». Я положил в одно из отделений его письменного стола и более года видел его там же, только с возраставшим слоем пыли. Так он и не рассмотрел до своей смерти этого проекта, в котором, действительно, ничего не было существенного. Зато если А. А. превозмогал свою лень, то своеручно писал огромные черновые бумаги разумно, толково, с полным знанием края и дела, но просто до сухости и без всякого притязания на фразерство.
(…) он был сложения довольно слабого, рыжий, среднего роста, худощавый, с манерами и движениями медленными, он, вероятно, и в молодости не считался ни ловким, ни красивым. В чертах лица его особенно заметны были его тонкие губы, острые и редкие зубы и умные серьёзные глаза; он говорил всегда серьёзно, степенно и умно, но без педантства и напускной важности. За обедом, у себя, он был разговорчив, но не позволял говорить о служебных делах. Гостеприимство его было оригинально до странности: у него обыкновенно обедало человек 25 или тридцать, но он никого не звал. Всякий из штабных мог приходить. Сам он, как строгий гомеопат, обедал у себя отдельно и чрезвычайно диетно, но каждый день заказывал повару меню «для компании» (как он называл) и выходил к общему столу за вторым блюдом. Хозяйство его шло беспорядочно, но оригинально. Все запасы и даже столовые принадлежности закупались в гомерических количествах. Всем у старого холостяка заведовал Ольшевский. Однажды, когда А. А. вышел на крыльцо, чтобы сесть в экипаж, один из нас обратил его внимание на то, что его фуражка уже порядочно устарела; он снял её, поворочал серьёзно на все стороны и сказал Ольшевскому: «Скажи, дражайший, чтобы мне сшили дюжину фуражек». Так было во всем: единицами он не считал. Во время экспедиций, с ним была его походная кухня, которой запасы возились в фургонах, и сверх того было 18 вьючных верблюдов; но зато гостеприимство его не изменялось. В Ставрополе мне случалось месяца два сряду видеть за его столом какого-то артиллерийского обер-офицера в стареньком сюртучке и в шароварах верблюжьего сукна. Однажды А. А. спросил меня: кто этот капитан? Я пошел узнать. Оказалось, что этого офицера (поручика) никто не приглашал, а приходил он к обеду, потому что ему есть нечего. После этого я не видел этого офицера, и уверен, что Вельяминов велел ему помочь. Для этого употреблялись обыкновенно деньги из экстраординарной суммы, которая отпускалась в значительных размерах для подарков горцам и для содержания лазутчиков, но большею частью только выводилась по книгам в расход на Мустафу или Измаила, а на деле расходовалась совсем на другие предметы. В том крае и в то время, это было совершенно необходимо. Конечно, от начальника зависело, чтобы эта сумма была употреблена с пользою и не попала в его собственный карман. Вельяминов был в этом отношении вне всякого подозрения; но, к сожалению, этого нельзя сказать об его окружающих, пользовавшихся его доверием. Надобно признаться, что при выборе этих приближенных он мало обращал внимания на их нравственную сторону. От того при нём являлись нередко личности довольно темные.
Подчиненные и войска боялись Вельяминова и имели полное доверие к его способностям и опытности. У горцев мирных и немирных имя его было грозно. В аулах о нём пелись песни; он был известен под именем Кызыл-Дженерал (т.-е. рыжий генерал) или Ильменин. Деятель времен Ермолова, он не стеснялся в мерах, которые должен был принимать в некоторых случаях. Деспотические выходки его были часто возмутительны. Однажды, узнав, что конвой от Донского полка при появлении горцев бросил проезжающего и ускакал и что, по произведенному дознанию, в этом полку было множество злоупотреблений, он приказал казаков всего полка по именному списку всех высечь нагайками. Донцы, конечно, подняли большой шум, и Вельяминову был сделан секретный высочайший выговор.
Он принадлежал к кружку, из которого вышло несколько заметных деятелей, как Ермолов, князь Меншиков, граф Бенкендорф и другие, с которыми он сохранил дружеские отношения. На Кавказе он сделался известен как начальник штаба Отдельного Кавказского корпуса во время командования А. П. Ермолова, которого он был верным другом и помощником. Они были на ты и называли друг друга Алешей… А. А. Вельяминов получил хорошее образование, а от природы был одарен замечательными умственными способностями. Склад его ума был оригинальный. Воображение играло у него очень невидную роль; все его мысли и заключения носили на себе видимый характер математических выводов. Поэтому, вероятно, и в отношениях к людям ему чужды были чувствительность и сострадание, там, где он думал, что долг или польза службы требовали жертвы.
Строгость его доходила до холодной жестокости, в которой была некоторая доля цинизма. Так во время экспедиции он приказывал бить палками или нагайками солдат, пойманных в мародерстве. Он спокойно садился на барабан и назначал время, в продолжение которого должна производиться экзекуция. При этом он разговаривал с другими, пока по часам оказывалось, что прошел назначенный срок. Вельяминов хорошо, основательно учился и много читал; но это было в молодости. Его нравственные и религиозные убеждения построились на творениях энциклопедистов и вообще писателей конца XVIII века. За новейшей литературой он мало следил, хотя у него была большая библиотека, которую он постоянно пополнял. Он считался православным, но, кажется, был деистом, по крайней мере никогда не бывал в церкви и не исполнял обрядов. Настольными его книгами были Жильблаз и Дон Кихот на французском языке… Вельяминов был честный и верный слуга государя, но с властями держал себя самостоятельно.

Мемуарист, генерал Эдуард Владимирович Бриммер, служивший под началом Вельяминова и высоко его ценивший, описывая жанровую сцену, дает многозначительный штрих к внешности командующего Кавказской линией, штрих, имеющий отнюдь не только внешний смысл:

Холодный, молчаливый Вельяминов упрет свои стеклянные глаза вверх кибитки и молчит…

## Память
В честь генерала Вельяминова был назван Вельяминовский форт на Кавказе, давший начало городу Туапсе.
В эпоху Российской империи имя Вельяминова носил 1-й Кубанский казачий полк.
Сегодня имя генерала сохранилось в названии Вельяминовского сельского поселения в Туапсинском районе Краснодарского края.
В Ставрополе отрезок бывшей Александровской улицы (ныне — улица Дзержинского), на котором находился дом командующего войсками Кавказской линии (ныне на этом месте находится «Дом Книги»), на протяжении всех дореволюционных лет именовался Вельяминовской.
В Новороссийске улица  Революции 1905 года называлась Вильяминовская.

## В литературе
Имя Алексея Александровича встречается в некоторых произведениях народного эпоса и литературы. Так, Вельяминова упомянул в своей знаменитой повести «Хаджи-Мурат» Лев Толстой, отметив, что «план медленного движения в область неприятеля посредством вырубки лесов и истребления продовольствия, был план Ермолова и Вельяминова, совершенно противоположный плану Николая, по которому нужно было разом завладеть резиденцией Шамиля и разорить это гнездо разбойников и по которому была предпринята в 1845 году Даргинская экспедиция, стоившая стольких людских жизней…».
А. А. Вельяминов упоминается также в наделавшем немало шума во времена Николая I романе Е. П. Лачиновой (писавшей под псевдонимом Е. Хамар-Добанов) «Проделки на Кавказе»: «Окружение — великое дело, когда хороши! Тому пример Алексей Петрович Ермолов. У него начальником штаба был благороднейший, умнейший, образованный Алексей Александрович Вельяминов…».
Героем своих исторических повествований об истории городов Ставрополья Вельяминова сделал известный ставропольский писатель Иоаким Кузнецов, в частности Алексей Александрович весьма ярко представлен в произведениях «Крепость в степи», «На холмах горячих» и «Тихая линия», а также его имя упоминается в повести «У истоков живой воды» этого же автора.
Поэт Александр Иванович Полежаев упоминает Вельяминова А. А. в своей поэме «Чир-Юрт»:

…Приказ исполнен в тишине;
Багаж уложен, цепи сняты;
В строю рассчитаны солдаты,
И всадник в бурке на коне…
(…)
Заряд на полке, всё готово!..
На сердце дума: верно, в бой!..
Но вопросительного слова
Не знает русский рядовой!
Он знает: с нами Вельяминов!
И верит счастливой звезде!
Отряд покорных исполинов
Ему сопутствует везде.
(…)
Он наш, он сладостной надежде
Своих друзей не изменил;
Его в грозу войны, как прежде,
Нам добрый гений подарил!
Смотрите, вот любимый славой!.
Его высокое чело
Всегда без гордости светло,
Всегда без гнева величаво!..
(…)
Куда ж поход во тьме ночной?
Наш полководец не обманщик,
Его ответ всегда простой:
«Куда ведет нас барабанщик»

— А. И. Полежаев. «Чир-Юрт».
Барабанщик действительно шествует впереди колонны, но направление движения отряду задает, разумеется, совсем не он. Формально точный, но по сути уклончивый и в этой неопределенности ироничный ответ генерала передаст свойство его характера. Здесь Вельяминов списан с натуры. Подобный же пример его речевой стилистики приводит в своих записях и Г. И. Филипсон, участник закубанской экспедиции 1837 года:

«Вельяминов ехал на своей „баче“, имеретинской лошадке с отрезанной гривою, и окруженный довольно многочисленным штабом. К нему подскакал полковник Бриммер. „Ваше превосходительство, отряд давно своротил с Абинской дороги. Куда же мы так приедем?“ — „Не знаю, дражайший, горнист трубит налево. Спроси его“. Бриммер понял свою неловкость, извинился и поспешил к своему месту».— 
Несколько по-иному этот эпизод описывает Ф. Ф. Торнау: 

"На Кавказе очень был известен ответ, который он (Вельяминов) дал одному любопытному дивизионному командиру, спросившему у него однажды, на походе за Кубанью, куда идут. «Про то ведает барабанщик, он ведет; спросите у него, ваше превосходительство, а я ничего не знаю».— 
Как пишет Ф. Ф. Торнау: 

Про него (Вельяминова) (горцы) пели песни, разносившие предание о нём в самые отдаленные места гор. Привожу самую популярную из них, характеризующую понятие, которое горцы составили себе о нём:
Черкесская песня (перевод Ф. Ф. Торнау)
Дети, не играйте шашкою, не обнажайте блестящей полосы,
Не накликайте беды на головы ваших отцов и матерей: генерал-плижер (рыжеволосый) близок!
Близко или далеко, генерал-плижер знает все, видит все:
Глаз у него орлиный, полет его соколиный.
Было счастливое время: русские сидели в крепостях за толстыми стенами,
А в широком поле гуляли черкесы; что было в поле, принадлежало им.
Тяжко было русским, весело черкесам.
Откуда ни возьмись, появился генерал-плижер, и высыпали русские из крепостей;
Уши лошади вместо присошек, седельная лука вместо стены;
Захватили они поле, да и в горах не стало черкесам житья.
Дети, не играйте шашкою, не обнажайте блестящей полосы,
Не накликайте беды на головы ваших отцов и матерей: генерал-плижер близок.
Он все видит, все знает. Увидит шашку наголо, и будет беда.
Как ворон на кровь, так он летит на блеск железа.
Генерал-плижер налетит, как сокол, заклюет, как орел, как ворон напьется нашей крови.

— 

## В живописи
До наших дней дошло несколько изображений Алексея Александровича, в том числе самое известное — автолитография Ивана Павловича Фридрица. В книге известного ставропольского историка Германа Беликова «Главноначальствующие Кавказа» дается иное изображение генерала, к сожалению, без указания его авторства. Также известно, что товарищ М. Ю. Лермонтова Николай Иванович Поливанов изобразил Вельяминова А. А. на нескольких своих работах, выполненных акварелью, в частности «Привал на Кавказе», «Лагерь на Суджук-Кале». Ю. Н. Беличенко в книге «Лета Лермонтова» также утверждает, что на знаменитом рисунке М. Ю. Лермонтова «Сцены из Ставропольской жизни» также изображен Вельяминов: об этом свидетельствуют несколько фактов: любимая поза генерала (заложенные за спину руки), привычка носить расстегнутый мундир, а также изображённые на эполетах генерала три звёздочки, обозначающие чин генерал-лейтенанта: единственным генерал-лейтенантом в Ставрополе в это время был А. А. Вельяминов.